# Fattore di attivazione delle piastrine acetiltransferasi
La fattore di attivazione delle piastrine acetiltransferasi è un enzima appartenente alla classe delle transferasi, che catalizza la seguente reazione:
1-alchil-2-acetil-sn-glicero-3-fosfocolina + 1-organil-2-liso-sn-glicero-3-fosfolipide ⇄ 1-organil-2-liso-sn-glicero-3-fosfocolina + 1-alchil-2-acetil-sn-glicero-3-fosfolipide
L'enzima catalizza il trasferimento del gruppo acetile dalla 1-alchil-2-acetil-sn-glicero-3-fosfocolina (fattore di attivazione delle piastrine) alla posizione sn-2 dei liso-glicerofosfolipidi contenenti etanolammina, colina, serina, inositolo o gruppi fosfato alla posizionesn-3, così come alla sfingosina ed agli alcoli grassi a lunga catena. Il gruppo organico può essere alchile, acile o alch-1-enile (qualche volta vengono collettivamente denominati come 'radile').